# کلاله (اسلام)
کلاله (انگلیسی: Kalālah)، به معنی احاطه است. اسمی است برای آنچه را که سوای فرزند و پدر از ورثه است.

## کلاله
کلاله آن است که نسبت اصلی را احاطه کرده زیرا نسب اصلی پدر و مادر و فرزندان است.
کلاله وصف وارث است که محیط بر میّت اند، ولی در لغت وصف میّت آمده، کسی است که مرده و فرزند و پدر و مادر ندارد